# Pamiętnik Czarnego Noska
Pamiętnik Czarnego Noska – książka dla dzieci autorstwa polskiej pisarki Janiny Porazińskiej. Pamiętnik Czarnego Noska najpierw był drukowany w tygodniku dla dzieci „Słonko”, a w 1964 roku wydany w formie książki. 

## Odbiór i analiza
Książka jest lekturą szkolną w Polsce. Obecnie (od 2017 r.) wchodzi do kanonu lektur szkolnych klas I-III szkoły podstawowej.
Według badań Anny Józefowicz z 2022 roku, polscy nauczyciele uznali książkę za średnio wartościową lekturę, rzadko realizowaną w klasie.

## Treść
Książka napisana w formie pamiętnika prowadzonego dla dzieci przez pluszowego misia Czarnego Noska. Miś opisuje swoje przygody od momentu, kiedy został kupiony w sklepie z zabawkami przez dziewczynkę o imieniu Małgosia aż do zakończenia swoich podróży w biurze redakcji czasopisma dla dzieci, gdzie pracuje mama Małgosi. Przygody Czarnego Noska dzieją się głównie podczas jego przypadkowych zaginięć. Poznaje przez to las w trakcie wycieczki szkolnej, park Łazienki w Warszawie oraz Tatry, gdzie Małgosia z rodzicami wyjeżdżają na wakacje. W trakcie swych przygód poznaje różne zwierzęta i inne dzieci.